# Верховний суд Естонії
Верховний Суд Естонської Республіки, або Державний Суд Естонської Республіки (ест. Riigikohus) — найвища судова установа в Естонській Республіці, яка також переглядає судові рішення в касаційному порядку, а також виконує конституційний нагляд.

## Історія
21 жовтня 1919 року Установчі збори Естонії прийняли закон про Державний суд. Його перше засідання відбулося 14 січня 1920 року в Тарту. У 1935 році Державний суд переїхав з Тарту в Таллінн. Після
першої радянської окупації країн Балтії та створення Естонської Радянської Соціалістичної Республіки влітку 1940 року Державний суд було скасовано.
В Естонській РСР діяв Верховний суд ЕРСР, який обирала Верховна Рада Естонської РСР строком на 5 років.
27 травня 1993 року відновлений Верховний суд Естонської Республіки провів своє перше засідання.

## Склад
Верховний суд складається з 19 суддів (включно з головою суду). Судді обираються на посаду естонським парламентом за поданням Голови (Головного судді) Верховного Суду. Голова Верховного Суду також обирається парламентом на пропозицію Президента Естонії. Термін його перебування на посаді — дев'ять років. Суддями Верховного Суду можуть стати особи не старші за 67 років, посаду займають довічно. У своїй діяльності судді мають повну незалежність і підкорюються лише закону.

### Голови (Головні судді)
- Каарел Партс (1919—1940)
- Райт Марусте (1992—1998)
- Уно Лихмус (1998—2004)
- Мярт Раск (2004—2013)
- Прійт Пікамяе (з 2013 року)

## Структура
- Касаційні колегії
- Судова колегія конституційного нагляду (põhiseaduslikkuse järelevalve kolleegium)
- Спеціальна колегія (ad hoc)
- Пленум Верховного суду